# Petit Tube
Petit Tube là một website giải trí của Pháp giúp tìm kiếm các video trên YouTube ít người biết đến thông qua một thuật toán và hiển thị của chúng trên trang web, xoay vòng qua nội dung để hiển thị và cho phép mọi người xem các video mà lẽ ra rất ít người có thể xem được. Trang web được đưa vào hoạt động vào năm. Nhà sáng lập của Petit Tube là Yann van der Cruyssen, một nghệ sĩ kỹ thuật số người Pháp.
Bên dưới video có các tùy chọn cho phép người xem bình chọn cho video, như: Cette vidéo est bien (tạm dịch: Video này hay) hoặc Cette vidéo n'est pas bien (tạm dịch: Video này không hay).
Vào ngày 6 tháng 5 năm 2023, trang web đã bị xóa hoàn toàn, dẫn đến một trang trống không khi truy cập. Ngoài ra, người dùng hiện được chào đón bằng cảnh báo bảo mật khi cố gắng mở trang web.
Tính đến ngày 17 tháng 5 năm 2023, sau khi trang web ngừng hoạt động, nó đã quay trở lại hoạt động bình thường.